# 英雄本色II
《英雄本色II》（英語：A Better Tomorrow II）是一部1987年上映的香港動作犯罪片，由吳宇森與徐克執導，石天、狄龍、周潤發、張國榮主演，為《英雄本色系列》電影的第二部及續集。劇情講述冰釋前嫌的豪杰兄弟潛入偽鈔集團搜集犯罪證據的經歷。本片入圍第7屆香港電影金像獎最佳男主角及最佳動作指導提名。

## 劇情
香港警方懷疑宋子豪（狄龍 飾）的恩師龍四（石天 飾）利用船廠做掩護，暗中操縱偽鈔集團，遂派宋子杰（張國榮 飾）去做臥底接近龍四的女兒龍曉暉（簡慧真 飾）。宋子豪為了弟弟的安全，不得不假釋出獄，協助警方調查。
其實龍四早已欲退出江湖，实际上真正暗中操縱偽鈔集團为自己手下高英培（關山 飾）陷害，使龙四不得不逃亡到美國紐約投靠前手下。在龙四逃亡到纽约期间，龙四女兒被高英培枪杀，高英培更聘杀手追杀龙四，虽然龙四的前手下为龙四挡了一枪，但龙四却受到刺激而精神失常流落到精神病院内。偶然，阿Mark的孿生弟弟李亞健阿Ken（周潤發 飾）遇见了龙四，在阿Ken的幫助和保護下，龙四终恢復神智。阿Ken放棄經營多年的餐廳，與龍四共同返港复仇。
而在香港這邊，宋子豪为了得到高英培的信任而假意枪杀子杰。兩人會合阿Ken和龍四後，子豪、阿Ken和龍四掌握了偽鈔集團的犯罪證據，但却中了高英培的奸计而身陷囹圄。另一边，子杰孤身潜入高宅偷取犯罪证据，被高英培手下杀死。最后，為了對付高英培，众人决定硬闯高英培家中。一番苦战后，终杀死了高英培，但却赔上了被捕入狱的代價。

## 演員
| 演員   | 粵語配音員                                 | 角色            | 備註                                     |
| 石 天  | 金 貴                                      | 龍四 （四叔）   | 宋子豪恩师                               |
| 狄 龍  | 黃志成（上集片段）／朱子聰／楊捷康（部份） | 宋子豪          |                                          |
| 張國榮 | 張國榮                                     | 宋子杰          | 死于小庄枪下                             |
| 周潤發 | 周潤發                                     | 李亞健（阿Ken） | 阿Mark孿生弟弟                           |
| 關 山  | 賈鳳梧                                     | 高英培          | 龍四親信，後陷害龍四，最后被龙四开枪打死 |
| 朱寶意 | 龍寶鈿                                     | Jackie          | 宋子杰妻                                 |
| 曾 江  | 曾 江                                      | 堅叔            | 的士公司老闆，曾安排龍四流亡             |
| 簡慧真 | 盧素娟                                     | 龍曉暉（Peggy） | 龍四女兒，被高英培手下暗殺               |
| 龍銘恩 | 龍銘恩                                     | 小莊            | 高英培手下殺手                           |
| 劉芊蒂 | 盧素娟                                     |                 | 四海酒家女侍應                           |
| 劉兆銘 | 源家祥                                     | 胡海            | 西區總督察                               |
| 成奎安 | 陳永信                                     |                 | 高英培手下                               |
| 吳孟達 | 吳孟達                                     | 黃正國          |                                          |
| 林 聰  | 楊捷康                                     |                 | 高英培手下                               |
| 良 鳴  | 楊捷康                                     | 陳伯            | 畫家                                     |
| 王正方 | 盧 雄                                      | 阿森            | 神父，前黑道中人                         |

## 電影歌曲

### 主題曲
| 歌名             | 演唱者 | 作曲   | 填詞 |
| 〈奔向未來日子〉 | 張國榮 | 顧嘉煇 | 黃霑 |

## 獎項
| 年份 | 頒獎典禮            | 獎項         | 名字   | 結果 |
| ---- | ------------------- | ------------ | ------ | ---- |
| 1988 | 第7屆香港電影金像獎 | 最佳男主角   | 張國榮 | 提名 |
| 1988 | 第7屆香港電影金像獎 | 最佳動作指導 | 程小東 | 提名 |

## 外部連結
- 香港影庫上《英雄本色II》的資料（繁體中文）
- 開眼電影網上《英雄本色II》的資料（繁體中文）
- 豆瓣电影上《英雄本色II》的資料 （简体中文）
- 时光网上《英雄本色II》的資料（简体中文）
- AllMovie上《英雄本色II》的资料（英文）
- 爛番茄上《英雄本色II》的資料（英文）
- 互联网电影数据库（IMDb）上《英雄本色II》的资料（英文）